# Mơ tròn
Mơ tròn còn gọi là ngưu bì đống, mẫu cẩu đằng, ngũ hương đằng, thanh phong đằng, mao hồ lô, (tên khoa học: Paederia foetida), là một loài thực vật có hoa thuộc họ Thiến thảo, bộ Long đởm, có nguồn gốc từ khu vực ôn đới và nhiệt đới Châu Á; và lan rộng đến các vùng như quần đảo Mascarene, Melanesia, Polynesia, Hawaii, nó cũng được phát hiện thấy ở Bắc Mỹ trong một số nghiên cứu gần đây. Thân và lá của nó có mùi hôi nồng đặc trưng của lưu huỳnh, do tinh dầu có nhiều trong lá chứa hợp chất của lưu huỳnh, phần lớn là dimethyl disulfide, nên cũng còn gọi là "lá Thúi Đ**" (tên này theo tiếng Bru, tiếng Thái Đen dùng để chỉ một vài loài Mơ dây).. Loài này được Carl Linnaeus mô tả khoa học đầu tiên năm 1767.

## Phân bố
Mơ tròn có nguồn gốc ở miền Nam Bangladesh và Bhutan; Campuchia, Đài Loan và Trung Quốc (Hồng Kông và Ma Cao, và các tỉnh An Huy, Phúc Kiến, Cam Túc, Quảng Đông, Quảng Tây, Hải Nam, Hà Nam, Hồ Bắc, Hồ Nam, Giang Tô, Giang Tây, Thiểm Tây, Sơn Đông, Sơn Tây, Tứ Xuyên, Tây Tạng, Vân Nam, Chiết Giang), Ấn Độ (Andhra Pradesh, Warangal, Arunachal Pradesh, Assam, Manipur, Meghalaya, Mizoram, Nagaland, Sikkim, ở phía bắc của Tây Bengal, quần đảo Andaman và Nicobar), Indonesia, Nhật Bản (Honshu, Kyushu, Shikoku, cũng như trong quần đảo Ryukyu); Lào, Malaysia, Myanmar, Nepal, Philippines, Singapore, Hàn Quốc, Thái Lan và Việt Nam.

## Mô tả
Mơ tròn là cây thân leo lâu năm lá rộng, có thể leo cao đến 9 m. Lá màu xanh sáng nhạt, hình ôvan mũi mác, dài đến 21 cm và rộng 7 cm, có mùi lưu huỳnh. Hoa màu trắng dài 1.5 cm, họng hoa có màu đỏ sắc tím.

## Sử dụng
Mơ tròn đôi khi được trồng làm cảnh và dùng như một vị thuốc trong y học dân gian. Quả có thể làm đen răng và giảm đau răng. Theo Tuệ Tĩnh, dây và lá Mơ tròn tác dụng như Mơ lông có thể dùng để trị bệnh kiết lỵ.

## Hình ảnh

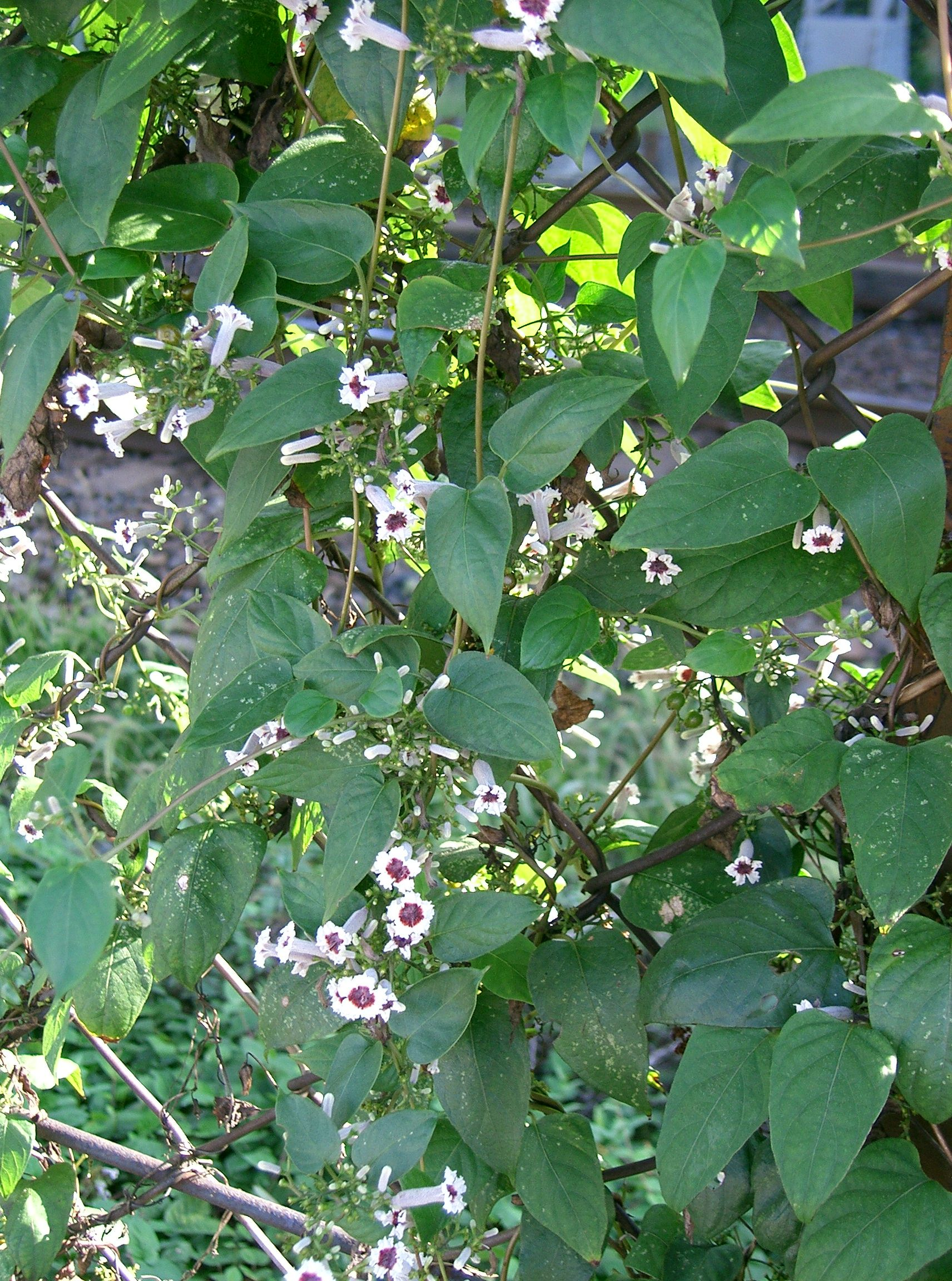
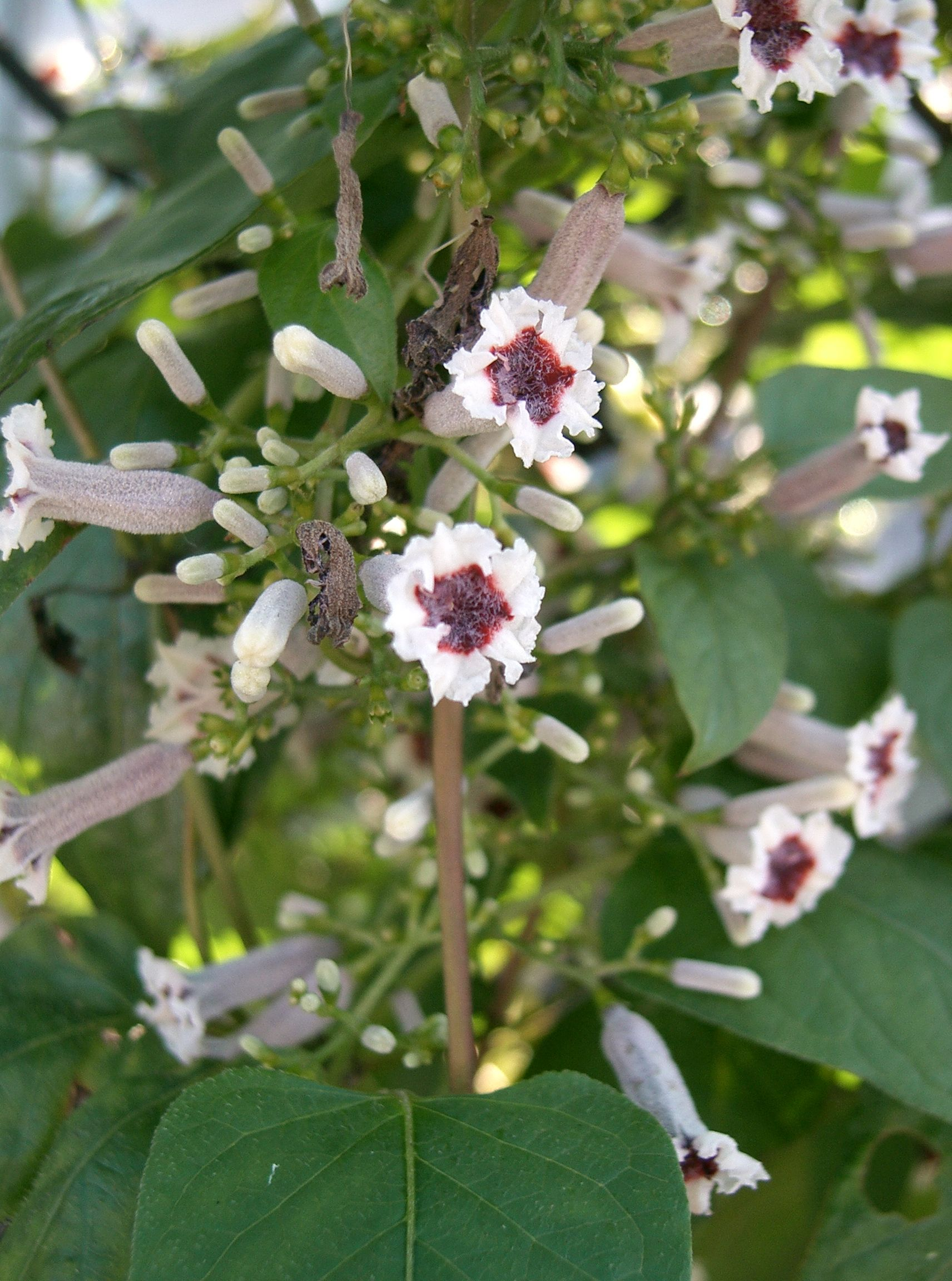
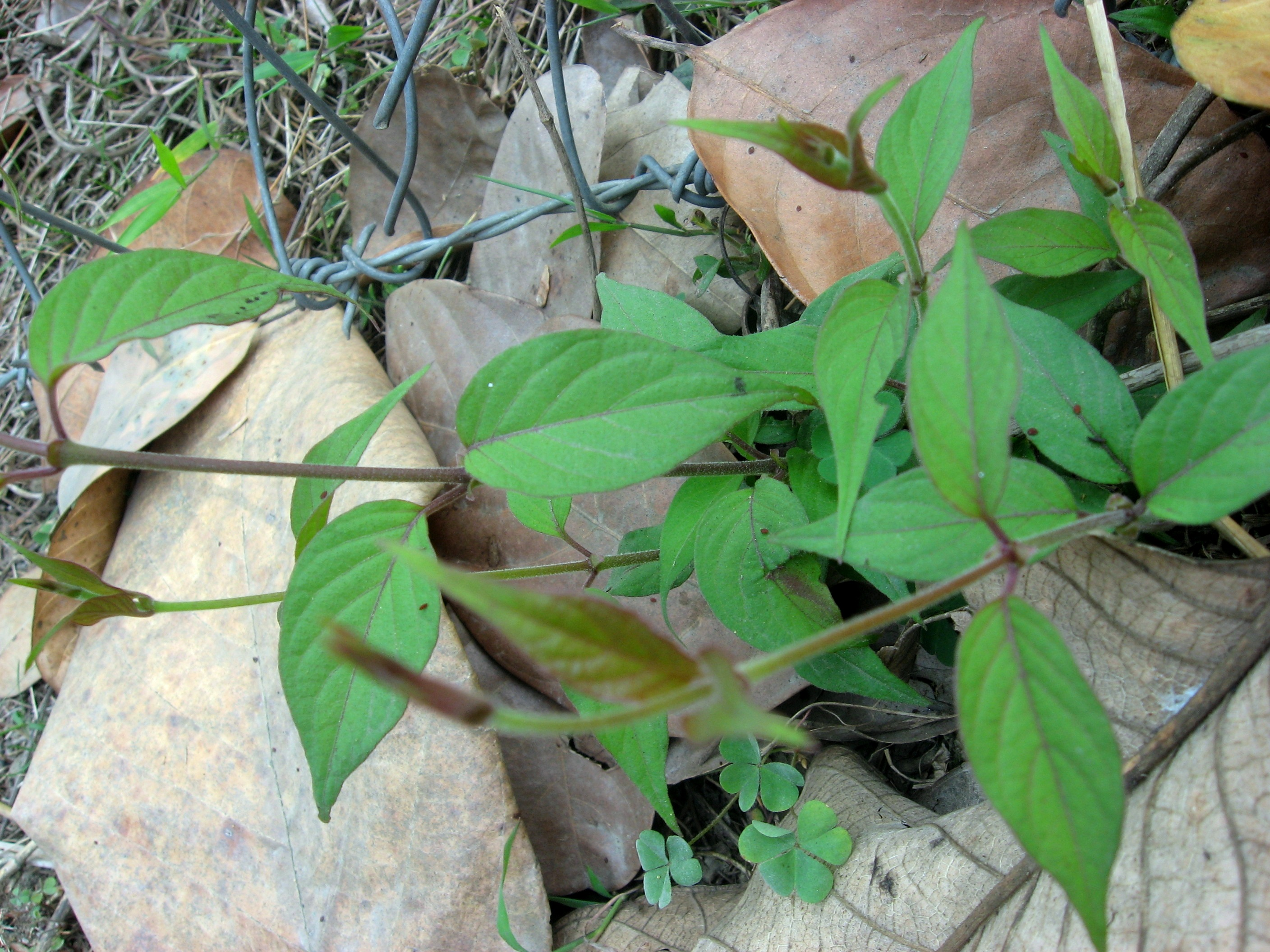
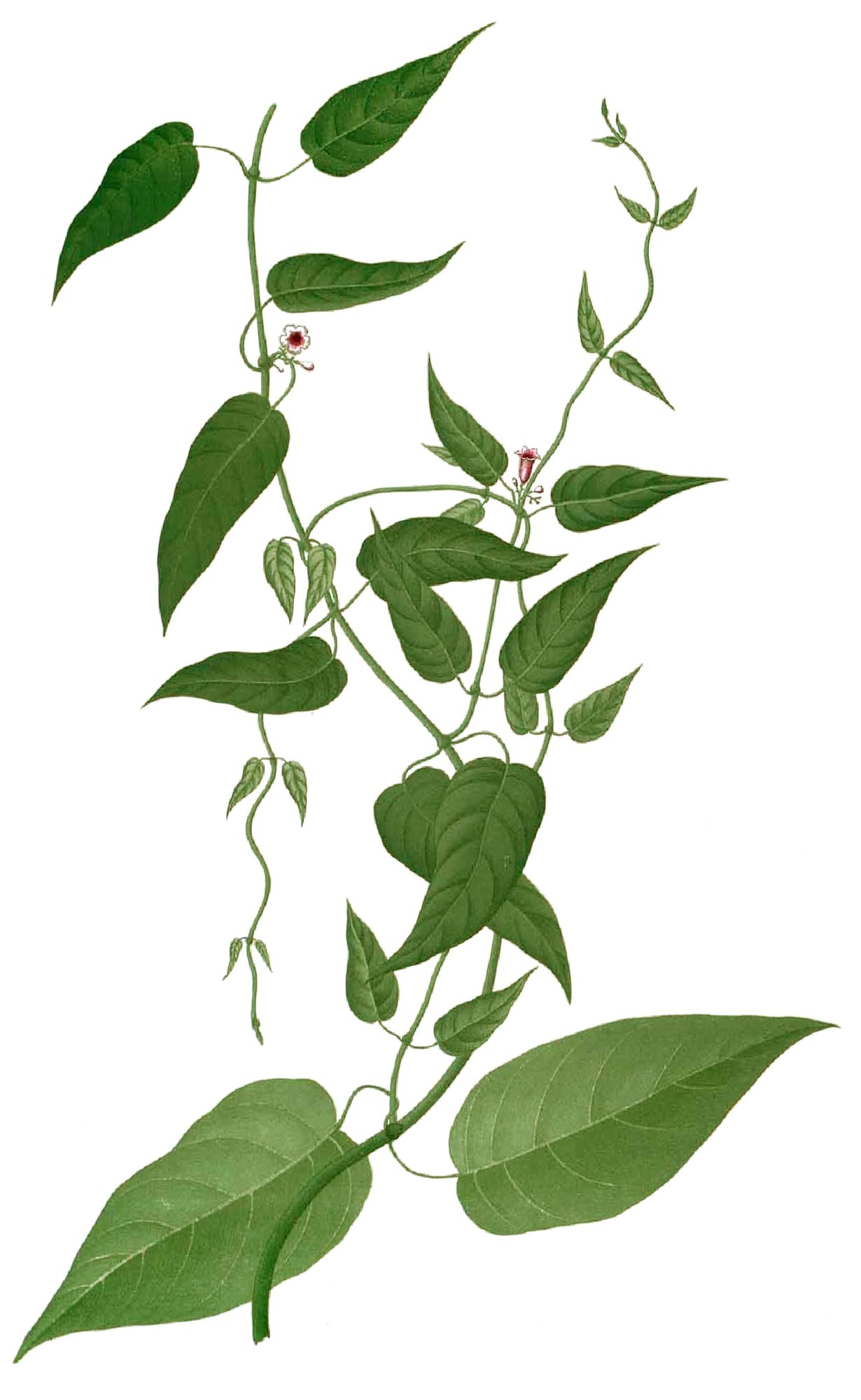